# Навколо світу за 80 днів (фільм, 1989)
«Навколо світу за 80 днів» (англ. Around the World in 80 Days) — фільм 1989 року. Екранізація однойменного роману Жуля Верна.

## Сюжет
Англійський джентльмен Філеас Фогг веде розмірене життя. Але одного разу, в клубі який він відвідує, Фогг укладає парі про те, що здійснить навколосвітню подорож за вісімдесят днів, і разом зі своїм слугою Паспарту вирушає у подорож. Але їх починає всюди переслідувати слідчий Фікс, який впевнений, що напав на слід людини, яка вчинила крадіжку з банку.

## У ролях
| Актор              | Роль                    |
| ------------------ | ----------------------- |
| Пірс Броснан       | Філеас Фогг             |
| Ерік Айдл          | Жан Паспарту            |
| Джулія Ніксон-Соул | принцеса Ауда           |
| Пітер Устінов      | детектив Вілбур Фікс    |
| Джек Клугман       | капітан Бансбі          |
| Родді МакДауелл    | Макбейнес               |
| Даррен Макгевін    | Бенджамін Мадж          |
| Роберт Морлі       | Вентворт                |
| Стівен Ніколс      | Джессі Джеймс           |
| Лі Ремік           | Сара Бернар             |
| Роберт Вагнер      | Альфред Беннетт         |
| Аріель Домбаль     | Люсетт                  |
| Габріеле Ферцетті  | шеф італійський поліції |
| Генрі Гібсон       | провідник поїзда        |
| Джон Хіллерман     | сер Френсіс Коммарті    |
| Рік Джейсон        | Корнеліус Вандербільт   |
| Крістофер Лі       | Стюарт                  |
| Патрік Макніл      | Ральф Готьє             |